# Tuyến Tùng Sơn-Tân Điếm
Tuyến Tùng Sơn-Tân Điếm hoặc tuyến xanh lá (mã G) là một tuyến của tàu điện ngầm Đài Bắc. Một phần của tuyến chạy dưới đường Roosevelt, dọc theo tuyến đường sắt Tân Điếm cũ đã ngừng hoạt động từ năm 1965 ở đoạn phía Bắc.

## Lịch sử
- Tháng 1 1991: Công trình bắt đầu trên tuyến Tân Điếm.
- 21 tháng 11 năm 1997: Đoạn Tùng Sơn-Tân Điếm được chấp nhận bởi hành chính viện.
- 24 tháng 12 năm 1998: Đoạn từ Đài Tưởng niệm Tưởng Giới Thạch-Cổ Đình mở cửa phục vụ.
- 11 tháng 11 năm 1999: Mở toàn bộ đoạn còn lại, tàu chạy trên Tuyến Đạm Thủy đến ga Đạm Thủy.
- 31 tháng 8 năm 2000: Đoạn từ Đài Tưởng niệm Tưởng Giới Thạch-Tây Môn mở cửa dịch vụ (như Tuyến Tiểu Nam Môn).
- 29 tháng 9 năm 2004: Tuyến nhánh Tiểu Bích Đàm mở cửa dịch vụ.
- 19 tháng 8 năm 2006: Bắt đầu xây dựng đoạn Tùng Sơn-Tây Môn.[1]
- Tháng 12 năm 2008: Trong quá trình đào ngầm dọc theo đường Đông Nam Kinh, đoạn 3, đường hầm hỗ trợ cho các tòa nhà gần đó bị phát hiện. Vấn đề cấu trúc dẫn đến công trình tạm thời bị đình chỉ.[2][3]
- 14 tháng 1 năm 2009: Chính phủ thành phố công bố các tòa nhà neo gần đó không bị ảnh hưởng đến sự mở của đoạn Tùng Sơn-Tây Môn.[4]
- 15 tháng 11 năm 2014: Cùng với sự mở cửa Tuyến Tùng Sơn, tàu chạy giữa ga Tùng Sơn và Tân Điếm, tạo thành Tuyến Xanh lá. Dịch vụ Đạm Thủy-Tân Điếm ngưng hoạt động.

## Ga
Tính đến tháng 12 năm 2017, dịch vụ ngoài giờ cao điểm:
- 11 chuyến tàu mỗi giờ (tph) giữa Tân Điếm và Tùng Sơn
- 3 tph giữa tòa nhà Taipower và Tùng Sơn

| Dịch vụ | Dịch vụ | Dịch vụ | Code | Tên ga                                    | Tên ga            | Transfer                                 | Vị trí              | Vị trí  |
| Dịch vụ | Dịch vụ | Dịch vụ | Code | Tiếng Việt                                | Tiếng Trung       | Transfer                                 | Vị trí              | Vị trí  |
| ------- | ------- | ------- | ---- | ----------------------------------------- | ----------------- | ---------------------------------------- | ------------------- | ------- |
|         |         |         |      |                                           |                   |                                          |                     |         |
| ●       | ●       |         | G19  | Tùng Sơn                                  | 松山              | Tuyến Bờ Tây (098)                       | Tùng Sơn            | Đài Bắc |
| ●       | ●       |         | G18  | Nam Kinh Tam Dân                          | 南京三民          |                                          | Tùng Sơn            | Đài Bắc |
| ●       | ●       |         | G17  | Nhà thi đấu Đài Bắc                       | 臺北小巨蛋        |                                          | Tùng Sơn            | Đài Bắc |
| ●       | ●       |         | G16  | Nam Kinh Phục Hưng                        | 南京復興          | (BR11)                                   | Tùng Sơn Trung Sơn  | Đài Bắc |
| ●       | ●       |         | G15  | Tùng Giang Nam Kinh                       | 松江南京          | (O08)                                    | Trung Sơn           | Đài Bắc |
| ●       | ●       |         | G14  | Trung Sơn                                 | 中山              | (R11)                                    | Trung Sơn Đại Đồng  | Đài Bắc |
| ●       | ●       |         | G13  | Bắc Môn (Nam Đại Đạo Chĩnh)               | 北門 (大稻埕南)   | 300 m: Sân bay Đào Viên MRT (A1 Đài Bắc) | Đại Đồng            | Đài Bắc |
| ●       | ●       |         | G12  | Tây Môn                                   | 西門              | (BL11)                                   | Vạn Hoa Trung Chính | Đài Bắc |
| ●       | ●       |         | G11  | Tiểu Nam Môn                              | 小南門            |                                          | Trung Chính         | Đài Bắc |
| ●       | ●       |         | G10  | Đài Tưởng niệm Tưởng Giới Thạch (Nanmen)  | 中正紀念堂 (南門) | (R08)                                    | Trung Chính         | Đài Bắc |
| ●       | ●       |         | G09  | Cổ Đình                                   | 古亭              | (O05)                                    | Trung Chính Đại An  | Đài Bắc |
| ●       | ●       |         | G08  | Tòa nhà Taipower                          | 台電大樓          |                                          | Trung Chính Đại An  | Đài Bắc |
| ●       |         |         | G07  | Công Quán (Đại học quốc lập Đài Loan)     | 公館 (台灣大學)   |                                          | Trung Chính Đại An  | Đài Bắc |
| ●       |         |         | G06  | Vạn Long                                  | 萬隆              |                                          | Văn Sơn             | Đài Bắc |
| ●       |         |         | G05  | Cảnh Mỹ                                   | 景美              |                                          | Văn Sơn             | Đài Bắc |
| ●       |         |         | G04  | Đại Bình Lâm                              | 大坪林            | [2017]                                   | Tân Điếm            | Tân Bắc |
| ●       |         | ●       | G03  | Thất Trương                               | 七張              |                                          | Tân Điếm            | Tân Bắc |
| ｜      |         | ●       | G03A | Tiểu Bích Đàm (Trường trung học Tân Điếm) | 小碧潭 (新店高中) |                                          | Tân Điếm            | Tân Bắc |
| ●       |         |         | G02  | Văn phòng quận Tân Điếm                   | 新店區公所        |                                          | Tân Điếm            | Tân Bắc |
| ●       |         |         | G01  | Tân Điếm (Bích Đàm)                       | 新店 (碧潭)       |                                          | Tân Điếm            | Tân Bắc |